# Yoan Pereira
Pour les articles homonymes, voir Pereira.
Yoan Pereira, né le 8 avril 2008 à Luxembourg, est un footballeur portugais qui joue au poste d'ailier au FC Porto.

## Biographie

### Carrière en club
Binational portugo-luxembourgeois, Yoan Pereira est né au Luxembourg où il est d'abord formé, avant de rejoindre le centre de formation du FC Porto à l'âge de 14 ans,,. À Porto, il s'illustre d'abord en équipes de jeunes avec le club de championnat du Portugal, y signant son premier contrat professionnel en décembre 2024,,. 

### Carrière en sélection
Yoan Pereira est international junior avec l'équipe du Portugal des moins de 17 ans à partir de novembre 2024. Il s'y illustre rapidement face au but, notamment avec une autre binational portugo-luxembourgeois Gil Neves,.
Il est convoqué avec l'équipe du Portugal des moins de 17 ans pour participer au Championnat d'Europe des moins de 17 ans qui a lieu en mai et juin 2025,. Le Portugal atteint la finale de la compétition après l'avoir emporté au tirs au but face à l'Italie (après un match nul 2-2),. Les lusitaniens remportent ensuite la compétition en s'imposant 3-0 contre la France,,,,.

## Palmarès
à venir